# Алиев, Агададаш Махмуд оглы
Агададаш Махмуд оглы Алиев  (азерб.: Ağadadaş Mahmud oğlu Əliev; 16.10.1940, Баку, Азербайджанская ССР, СССР) — азербайджанский химик, доктор технических наук, академик НАН Азербайджана.

## Биография
Алиев Агададаш Махмуд оглы родился 16 октября 1940 года в городе Баку. Учился в Институте нефти и химии им. М. Азизбекова (с 1992 г. — Азербайджанская государственная нефтяная академия). В настоящее время является доктором технических наук, профессором.
В 1989 году был выбран в члены-корреспонденты, а в 2001 г. — в действительные члены НАНА по специальности процессы и аппараты химической технологии.
В 1972—1973 гг. читал лекции по своей специальности в Институте нефти и химии, затем в Сумгаитском техническом университете (1995—2001).
Заведующий лабораторией в Институте Катализа и неорганической химии им. академика М. Ф. Нагиева НАНА.

## Научные достижения
А. М. Алиевым были исследованы промышленные каталитические процессы, протекающие в неподвижных и кипящих слоях катализаторов с переменной и стационарной активностью. Разработаны принципы и методы моделирования и оптимизации промышленных процессов и химико-технологических систем с учётом динамики этих процессов. На основе этих принципов разработана совершенная методика оптимального проектирования и управления сложными химико-технологическими комплексами и найдены оптимальные режимы функционирования реакторных элементов крупнотоннажных процессов дегидрирования, гидрирования и пиролиза (Нижнекамск, Нефтехимкомбинат; Сумгаит, завод Этилен-Полиэтилен, ПО Азерхим). Даны рекомендации для оптимального проектирования ряда высокоэффективных нестационарных и стационарных каталитических процессов, в том числе для пиролиза парафиновых углеводородов и их смесей (пропана, этана и смесей этана с бутан-бутиленовой фракцией), протекающих с применением принципа рециркуляции. Проведена оптимизация указанных процессов с учётом рециркуляции, предложены способы управления процессами и определена прибыль от их применения.
На основе разработанных кинетических моделей процессов гидрирования этан-этиленовой и пропан-пропиленовой фракций на селективном катализаторе G-58C определен оптимальный тип реактора для этих процессов — адиабатический трёхсекционный реактор с охлаждением между секциями.
Разработаны высокоэффективные полифункциональные катализаторы для многостадийных процессов окислительного превращения низкомолекулярных парафиновых и олефиновых углеводородов, арилирования олефинов.
Разработаны научные основы подбора активных цеолитных катализаторов, модифицированных различными катионами переходных элементов, для реакций окислительного превращения алифатических спиртов в ценные кислородсодержащие соединения — альдегиды, карбоновые кислоты и сложные эфиры. В результате были синтезированы высокоэффективные цеолитные катализаторы, модифицированные 16 различными катионами и окислением соответствующих спиртов на этих катализаторах были получены: формальдегид, ацетальдегид, ацетон, метилэтилкетон, пропионовый, масляный, изомасляный и изовалерианый альдегиды; муравьиная, уксусная, пропионовая кислоты; этилацетат, пропилпропионат, бутилбутират и другие соединения. Для всех вышеперечисленных процессов изучена кинетика и их механизм.
На основе цеолитов типа морденит и ZSM, синтезированных методом гидротермальной переработки системы вулканический пепел-каолинит, были приготовлены активные катализаторы для этерификации уксусной кислоты низшими алифатическими спиртами.
Получено и прошло испытание комплексное органо-минеральное удобрение на основе бытовых отходов и осколков доломита.
Всего им опубликовано более 460 научных работ, из них более 180 были опубликованы за рубежом. А. М. Алиев подготовил 34 кандидата наук и 3 доктора наук.

## Научные труды
1. 2006 - Kimyəvi reaktorlar üzrə Yunanıstanda keçirilmiş (Athens-Crete, Greece) "Ximreaktor-17" XVII Beynəlxalq konfransı.
2. 2009 - Professor K.İ.Zamarayevin 70 illiyinə həsr olunmuş, "Katalitik reaksiyaların mexanizmi" VIII Beynəlxalq konfransı (Novosibirsk ş., 29 iyun–2 iyul, Rusiya).

- D.İ.Mendeleyev adına Rusiya Kimya cəmiyyətinin "Kimya və neft kimyası sənayesində ehtiyatlara və enerjiyə qənaət edən texnologiyalar "I Beynəlxalq konfransı.(Moskva ş., RF, 29–30 sentyabr).#2010 - D.İ.Mendeleyev adına Rusiya Kimya cəmiyyətinin II Beynəlxalq "İnnovasiyalı kimya texnologiyaları, material və məhsulların biotexnologiyaları" konfransı (Moskva ş., RF, 28 sentyabr).

1. 2010 - Lionda keçirilmiş (Fransa, 30 may–3 iyun) "NGCS9, Qazın yeni çevrilmələri. С1–С4 kimyası: qazıntılardan bioehtiyatlara" 9-cu Simpozium.
2. 2010 - Birgə keçirilmiş 16-cı Beynəlxalq seolit konfransı və mezoquruluşlu materiallar üzrə 7-ci Beynəlxalq (IZC-IMMS 2010) simpozium.(Sorrento ş., İtaliya, 4–9 iyul).
3. 2011 - XIX Mendeleyev qurultayının (Volqoqrad ş., Rusiya, 25–30 sentyabr). Professor K.V.Topçiyevanın 100 illiyinə həsr olunmuş (Zveniqorod ş., RF, 14–16 iyun).
4. 2011 - Beynəlxalq iştiraklı "Seolitlər və mezoməsaməli materiallar, nailiyyətlər və perspektivlər" 6-cı Ümumrusiya seolit konfransı.Elmin fundamental və tətbiqi problemləri üzrə VI Beynəlxalq simpoziumu.(Çelyabinsk vil., Miass ş.).
5. 2011 - Akad. T.N.Şahtaxtinskinin anadan olmasının 85 illiyinə həsr olunmuş Respublika elmi konfransı.